# Fjeldgænger
 Der er for få eller ingen kildehenvisninger i denne artikel, hvilket er et problem. Du kan hjælpe ved at angive troværdige kilder til de påstande, som fremføres i artiklen.

En fjeldgænger eller Qivittoq (grønlandsk fjeldgænger, eneboer, af qivi- 'vende sig bort'), er et ældre grønlandsk fænomen, det er en person, som med vilje forlader fællesskabet og går i fjeldet, f.eks. på grund af skam, skyld, vrede eller fornærmelse eller af tvang, fordi man f.eks. havde begået en forbrydelse for at leve som eneboer. En fjeldgænger tillægges overnaturlige evner og er derfor frygtet.
Grønlændere, især i folkelig overlevering og fortælletradition, kan være bange for at møde en fjeldgænger (eller på grønlandsk: qivittoq) i naturen, fordi dette væsen forbindes med noget overnaturligt, farligt og uforudsigeligt.
Hvorfor frygter man dem?
1. Uforudsigelighed og vildskab: Fjeldgængere har brudt med samfundet og følger ikke længere almindelige sociale normer. De kan opfattes som farlige, fordi man ikke ved, hvordan de vil reagere.
2. Overnaturlige evner: I fortællinger kan de have magiske evner, og det gør dem skræmmende – ikke mindst i en kultur, hvor naturen i forvejen er barsk og krævende.
3. Skygge af det menneskelige: Fjeldgængeren er både menneskelig og ikke-menneskelig. Det er et skræmmende billede på, hvad der sker, når et menneske mister kontakten med fællesskabet og forvildes i ensomhed og isolation.
Myten rummer en eksistentiel angst – for at blive udstødt, blive sindssyg, eller miste sin menneskelighed. Det gør fjeldgængeren til mere end blot et fysisk væsen: Det er også et psykologisk og kulturelt symbol.
I visse tilfælde betragtes det at blive fjeldgænger som at begå selvmord.